# Két nap az élet
A Két nap az élet (Week-end à Zuydcoote) Robert Merle francia író 1949-ben írt önéletrajzi ihletésű háborús regénye; amely a dunkerque-i csata utolsó napjaiban, a tengerparton rekedt francia katonák reményvesztett halálvárását örökíti meg. Egyszerű stílusban, megrázó hitelességgel ábrázolja az életvágy és a tehetetlenség kettősségébe szorított ember egzisztenciális vívódását. A regénnyel Merle elnyerte az 1949-es év Goncourt-díját.
A történetet Henri Verneuil 1964-ben, Jean-Paul Belmondo főszereplésével megfilmesítette. A film, a regény pontos mása, hitelesen ábrázolja „az értelmesnek hitt világrend szétrobbanását, a tébolynak kiszolgáltatott ember illúzióinak végső szétfoszlását.”

## Történelmi és önéletrajzi háttér

Menekülő katonák

1940. május 20-21-én a német „B” hadseregcsoport Arras mellett szétverte a francia-brit szövetséges csapatok páncélos erőit, előrenyomulásával ék alakban kettévágta a frontvonalat és kijutott az Atlanti-óceán partvidékére. A szövetségesek főerői a fronttól északra a tengerparton rekedtek. Május 24-én a Brit Expedíciós hadsereg parancsnoka elrendelte a csapatok kimenekítését, akik a Dunkerque melletti partszakaszon várták a behajózást. Hitler a technikai utánpótlás védelmében lelassította a szárazföldi erők előrehaladását, a tengerparton bekerített ellenség megsemmisítését a légierőre bízta. Június 1-re nyilvánvalóvá vált, hogy – bár a brit flotta minden mozgásképes hajóját útnak indították – kevés a hajó, ezért kizárólag az angol katonák kimenekítésére van esély; a védelemnek az utolsó brit katona evakuálásáig kell kitartania. A tengerparton rekedt francia egységeknek reményük sem maradt a menekülésre. Merle, aki maga is részt vett a dunkerque-i csatában, egyike volt annak a 36 000 életben maradt katonának, akik június 4-én megadták magukat és német hadifogságba kerültek.

## Cselekmény
|  | Alább a cselekmény részletei következnek! |

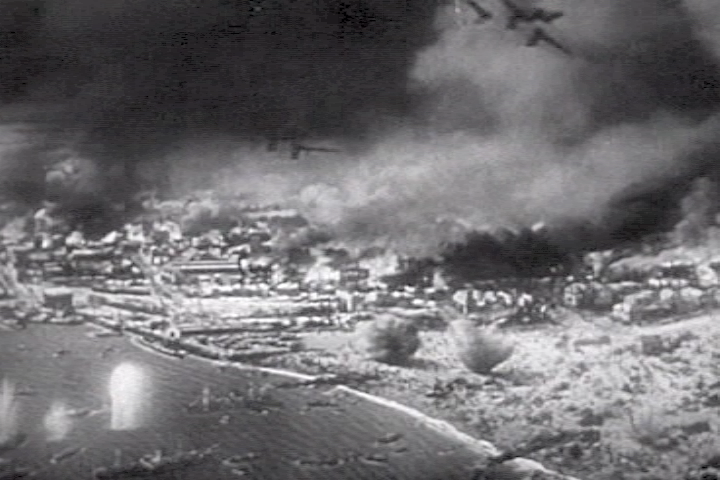
Német stukák bombázzák a dunkerque-i partot

A történet az 1940. június 1-2-i hétvégén, Dunkerque közelében egy strandon játszódik; ahol egy sereg, mindenféle egységhez tartozó, brit és francia katona cselleng és kimenekítésre vár. Négy, bajtársaitól elszakadt francia közlegény – Alexandre, Déry, Maillat és Pierson – a zuydcoote-i szanatórium mögött, egy kiszuperált mentőautó kétes fedezékében szintén sorsára vár. Néhány napja vannak itt, „berendezkedtek”, együtt esznek, megosztják a tábori feladatokat, a „lakókocsiban” alszanak, és ki-ki a maga módján próbálja meg feloldani a tétlenségben és bizonytalanságban eltelő napok feszültségét.
„Nem valami nagy szerencse, hogy Franciaországnak éppen erre a zsugorodó kis csücskére kerültünk, nem igaz? […] Erre a földnyelvecskére, a fritzek meg a tenger közé.” És szombaton délelőtt megtudják, hogy a közeli hajóállomáson, „Bray-Dunes-nél csak angolokat hajóznak be.” A német bombázórepülők egyre erőteljesebben lövik a partot és az induló hajókat. Eluralkodik a pánik. „Ki fog meghalni, ki tud itt egyáltalán megmenekülni?”
A katonák többsége a normális élet emlékébe kapaszkodik, mások a harcban, a fegyverük erejében bíznak. Alexandre – tyúkanyó módra – a csapat ellátásával foglalja le magát, a jövőről nem sokat gondolkodik; Déry, a meggazdagodásról szőtt álmain, szökésen mereng; Pierson – az abbé, híreket gyűjt, és bármi vár rá, hittel elfogadja sorsát; Maillant nem találja a helyét: élni akar, kiutat keres a bénító kiszolgáltatottságból (ezzel a regény főszereplőjévé válik), ám bármit próbál csak a Halált találja – sorsa, léte, minden értelmetlenné válik.

### Az élet nagy kérdése
A Két nap az élet-ben fogalmazódik meg először Merle – szinte minden regényében vissza-visszatérő – egzisztenciális problémája: a számkivetettség magányában mi ad értelmet az életnek? Mi teszi emberré az embert?
Az író Maillant alakjába „gyúrja” átélt vívódásait, szájába adja saját gondolatait:
„Szeretnék én is hinni valamiben. Igen, ha tudni akarod, ez a lényeg: hinni! Bármiben! Bármilyen sületlenségben! Fő az, hogy hinni lehessen! Ez ad értelmet az életnek. […] Én – én nem hiszek semmiben. De hát végül is mit bizonyít ez? Azt, hogy nem voltam elég okos, és nem értettem meg milyen hasznos ostobának lenni.”
Ám Maillant téved: ekkor még ő is hisz, a tisztességben, az egymás iránt érzett tiszteletben, hogy együttérzőn, egymásért felelősséget vállalva ki kell tartani akkor is, ha tudjuk, hogy mindennek csak kevés az értelme, hiszen elkerülhetetlen halálunkkal valamikor úgyis elmúlik minden.
De élhetünk-e tovább akkor, ha a körülmények szorításában az értelem utolsó morzsáját is elveszítjük és már semmink sem marad, csak az ösztön?
|  | Itt a vége a cselekmény részletezésének! |

## Magyarul
- Két nap az élet; ford. Gera György, utószó Dániel Anna; Európa, Bp., 1961